# 环量
环量（英語：circulation）是流体的速度沿着一条闭曲线的路径积分，通常用{\displaystyle \Gamma }来表示。如果{\displaystyle \mathbf {V} }是流体的速度，{\displaystyle \mathbf {ds} }是沿着闭曲线{\displaystyle C}的单位向量，那么：
{\displaystyle \Gamma =\oint _{C}\mathbf {V} \cdot \mathbf {ds} }
环量的量纲(因次式)是长度的平方除以时间。

## 库塔-儒可夫斯基定理
物体在无粘流动场中单位长度所受到的升力，可以表示为环量（{\displaystyle \Gamma }）、流体的密度（{\displaystyle \rho }）和物体相对于自由流的速度（{\displaystyle V}）的乘积。因此：
{\displaystyle l=-\rho V\Gamma }
这个等式称为库塔-儒可夫斯基定理。
在计算流体力学中，环量经常作为中间变量，用来计算翼型或其它物体所受到的力。

## 与涡量的关系
通过斯托克斯定理，环量与涡量之间有以下的关系：
{\displaystyle \Gamma =\oint _{C}\mathbf {V} \cdot \mathbf {ds} =\int \!\!\!\int _{S}(\nabla \times \mathbf {V} )\cdot \mathbf {dS} }
這裡积分路径 {\displaystyle C} 是 {\displaystyle S} 的边界，也就是說 {\displaystyle \partial S=C}。